# Stictomischus momoii
Stictomischus momoii är en stekelart som beskrevs av Kamijo 1960. Stictomischus momoii ingår i släktet Stictomischus och familjen puppglanssteklar. Inga underarter finns listade i Catalogue of Life.